# Hochschulbibliothek Magdeburg-Stendal
Die Bibliothek der Hochschule Magdeburg-Stendal ist eine zentrale Einrichtung der Hochschule Magdeburg-Stendal. Sie ist auf zwei Standorte in Magdeburg und Stendal verteilt.

## Profil
Die Standorte in Magdeburg und Stendal versorgen hauptsächlich die dort ansässigen Fachbereiche mit Literatur und Medien für Forschung, Lehre und Studium.
In Magdeburg befinden sich folgende Fachbereiche:
- Wasser, Umwelt, Bau und Sicherheit
- Ingenieurwissenschaften und Industriedesign
- Soziale Arbeit, Gesundheit und Medien

In Stendal befinden sich die Fachbereiche:
- Wirtschaft
- Angewandte Humanwissenschaften

Darüber hinaus steht die Bibliothek auch Interessierten offen. Nach der Anmeldung in der Bibliothek können sie auf einen Großteil des Bibliotheksangebots zugreifen.

## Geschichte

Standort Stendal, Bereich Psychologie

Ein Jahr nach der Neugründung der Fachhochschule Magdeburg begann 1992 der Aufbau der Hochschulbibliothek. Im März 1993 wurde sie schließlich eröffnet, zunächst in der Brandenburger Straße der Magdeburger Innenstadt.
1995 wurde eine Teilbibliothek für den Fachbereich Sozial- und Gesundheitswesen in der Maxim-Gorki-Straße gegründet. Im selben Jahr entstand in Stendal die Bibliothek der Fachhochschule Altmark. 
Im März 2000 zog der Magdeburger Bibliotheksbestand in das heutige Gebäude auf dem Campus der Hochschule im Herrenkrug. Im Zuge dessen wurde auch die Teilbibliothek für Sozial- und Gesundheitswesen eingegliedert.
Mit Zusammenlegung der Fachhochschule Magdeburg und der Fachhochschule Altmark zur Hochschule Magdeburg-Stendal im Jahr 2000 erfolgte auch die organisatorische Vereinigung der Bibliotheken. Der Standort Stendal wurde zur Teilbibliothek. Nach verschiedenen Umbauarbeiten wurde der Standort in Stendal im Frühjahr 2011 neueröffnet.

## Services
Die Medienausleihe erfolgt über ein RFID-System an Selbstverbuchungsterminals oder der Ausleihtheke im Erdgeschoss.
Bücher oder Zeitschriftenartikel, die sich nicht im Bestand der Hochschulbibliothek befinden, können aus anderen Bibliotheken per Fernleihe bestellt werden.
Die selbstständige Literaturrecherche ist über eine Vielzahl von Angeboten möglich, beispielsweise über den Bibliothekskatalog OPAC in Magdeburg oder Stendal, den Verbundkatalog, das Discovery-System h2-search, DBIS, EZB und ZDB.
Das Schulungsangebot der Bibliothek umfasst Einführungen in die Bibliotheksbenutzung, Rechercheschulungen für Fortgeschrittene und Softwareschulungen für Literaturverwaltungsprogramme. Des Weiteren werden Benutzungsschulungen für Schul- und Berufsschulklassen angeboten.
Das Service-Portfolio beinhaltet weiterhin Angebote zum Publizieren und Open Access, das Mieten von Gruppenarbeitsräumen und die Beschaffung von Patenten und Normen.
Auf der Homepage und im Wiki der Bibliothek sind alle Services detailliert aufgeführt.

## Bestand und Nutzung

Standort Magdeburg, 1. OG, Bereich Bauwesen

Die Bibliothek bietet Zugang zu insgesamt:
- ca. 200.000 Büchern / gedruckten Bänden
- ca. 40.000 E-Books
- ca. 1.000 E-Journals
- ca. 2.750 Datenbanken

Nutzungszahlen:
- 9.361 Ausleihen und 3.674 Verlängerungen (gedruckte Bände)
- ca. 100.000 Zugriffe auf E-Ressourcen
- 5.804 registrierte Nutzer
- 50.508 Bibliotheksbesuche
- 250 Öffnungstage

Angaben aus der Deutschen Bibliotheksstatistik für das Jahr 2023

## Gebäude

Standort Magdeburg, Gebäudefront

Die Bibliothek in Magdeburg befindet sich zusammen mit dem Fachbereich Soziale Arbeit, Gesundheit und Medien in einem ehemaligen Lazarettgebäude. Das Haus 1 auf dem heutigen Campus Herrenkrug wurde in den Jahren 1936 bis 1938 errichtet und diente während des Zweiten Weltkriegs als Standort zur Behandlung von Kranken und Verwundeten. Aufgrund der hohen Anzahl der Toten gegen Ende des Krieges wurden diese auch im umliegenden Park beigesetzt. 1995 wurden die Kriegsopfer exhumiert und auf dem Magdeburger Westfriedhof beigesetzt.
Während der DDR-Zeit dienten dieses und weitere Gebäude im Herrenkrug den sowjetischen Truppen als Stationierungsort. Vom Abzug der Truppen im Dezember 1991 bis zur Sanierung im August 1997 erfolgte keine Nutzung der Gebäude. Ab Oktober 1999 gab es wieder eine geregelte Nutzung durch die Fachbereiche und etwas später durch die Bibliothek der Hochschule.